# Beyond: Two Souls
Beyond: Two Souls je videohra vytvořená pro konzole PlayStation 3 a PlayStation 4 týmem vývojářů z Quantic Dream. V roce 2019 hra vyšla také na PC. Hlavní role obsadili Elliot Page a Willem Dafoe. Hra byla uvedena na severoamerický trh 8. října 2013 a na evropský 11. října. Žánrem se řadí mezi akční a adventury hry, avšak na rozdíl od podobných titulů jde o interaktivní film.

## Děj
Osmiletá Jodie Holmes, která žije s náhradními rodiči (Philliph a Susan) na vojenské základně, se již od raného dětství chová jinak než normální děti. Má totiž (pro ostatní) neviditelného imaginárního kamaráda jménem Aiden, který může hýbat předměty, vstupovat do mysli, či vyvolávat telepatii. Není tedy divu, že okolí včetně rodiny ji považuje za prokletou čarodějnici. Po jednom z incidentů, kdy Aiden málem zabil cizí dítě, se náhradní rodiče psychicky zhroutili a Jodie si do péče bere vědec Nathan Dawkins z DPA (Department of Paranormal Activity - Ústav pro zkoumání paranormálních jevů). Časem se malá Jodie učí s Aidnem pracovat a kontrolovat ho.
Když se Nathan jedné noci dozví, že jeho manželka a dcera byly zabity při autonehodě, Jodie ve snaze potěšit ho zjistí, že může prostřednictvím sebe a Aidna zajistit krátký kontakt se zesnulými. Jodie se tak dostává do výzkumného programu, ve kterém DPA zjišťuje její, resp. Aidnovy schopnosti a po čase se dostává i na svoji první misi pro CIA.
Nathan se totiž dozvídá, že portál, přes který se CIA snaží spojit se Světem Mrtvých, tzv. Infraworld, je neovladatelný a v okolí portálu se dějí neskutečné věci, které jsou příčinou úmrtí desítek zaměstnanců. Jodie se podaří kondenzátor pohánějící portál, ve hře nazývaný Rift, zničit. Poté, co se dostane z budovy, varuje Nathana, aby zabránil výstavbě dalších podobných portálů a nenechal zemřít další lidi.
To vede CIA ke snaze získat Jodie na svou stranu, aby nedělala problémy. Setkává se tedy s agentem Ryanem Claytonem (Eric Winter), který ji nedobrovolně odvádí na několikatýdenní výcvik, kde se Jodie i Aiden učí spolu bojovat a dostávat se přes překážky. Po výcviku se dostává na první opravdové mise, kde je často s Rayenem, se kterým může díky interaktivnosti hry budovat vztah.

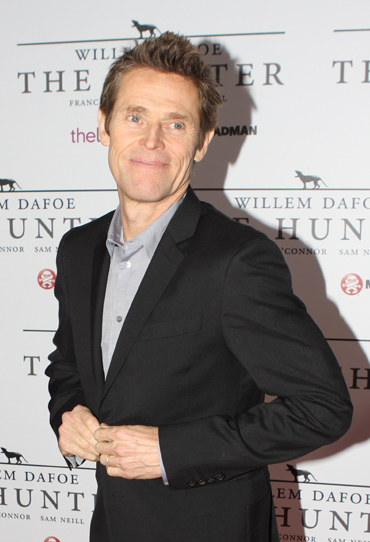
Willem Dafoe jako Nathan Dawkins

O něco později je nasazena na sólovou misi v Somálsku, kdy má zavraždit, jak jí nadřízení řekli, nebezpečného vůdce Somálců. Při jeho hledání Jodie narazí na malého chlapce jménem Salim, který má vážně zraněnou nohu. Prostřednictvím Aidna mu nohu vyléčí a snaží se ho dostat do bezpečí. Když se rozdělí a Jodie konečně nalezne svůj cíl, zabíjí muže, o kterém byla informována, a skupinu jeho přívrženců. Po splnění úkolu, když se snaží dostat do bezpečí, je však postřelena a ocitá se na střeše jednoho domu, na který se snaží dostat dav zuřících Somálců. Naštěstí Ryan doráží včas s vrtulníky a dostává Jodie do bezpečí. Mise v Somálsku pro ni končí a spolu s Ryanem odlétají do USA. Cestou, při sledování zpráv, se však dozvídá šokující zprávu. Muž, kterého zabila, nebyl jen tak ledajaký vůdce, ale nový prezident. Jodie plná vzteku vyčítá Ryanovi, že jí spolu s ostatními lhali, a vyskakuje z vrtulníku (Aiden ji samozřejmě dokáže ochránit před pádem).
Čeká ji dlouhá cesta po Spojených státech, kdy musí několikrát bojovat s příslušníky CIA, kteří ji mají za zrádce. Na nějakou dobu se ocitá mezi skupinou bezdomovců, kterým díky svým schopnostem alespoň trochu pomáhá k lepšímu životu. Příslušnici skupiny jménem Tuesday dokonce pomáhá odrodit malou holčičku jménem Zoey. Když se usadí v nevyužívaných prostorách, stanou se obětí žhářů, kteří budovu vypálí a Jodie brutálně zmlátí. Probouzí se v nemocnici, kde ji zrovna hledají agenti CIA. Nezbývá jí tedy nic jiného, než vyskočit oknem a opět putovat dál. Dojde až do oblasti, kde žijí potomci Indiánů jménem Navajo. U jedné rodiny, jejichž stavení potká, se zastavuje a dostává ubytování a stravu odměnou za pomoc. Rodina si s sebou však nese podivné tajemství, které se Jodie podaří zjistit. Kdysi totiž příslušníci Navajů dokázali otevřít portál - Infraworld, přes který se na svět dostalo krvežíznivé monstrum, které každou noc okupuje jejich dům. Za pomoci nejstarší zde žijící ženy se jí podaří portál otevřít znovu a dostat monstrum zpět. Bohužel to stojí dva příslušníky této rodiny život.

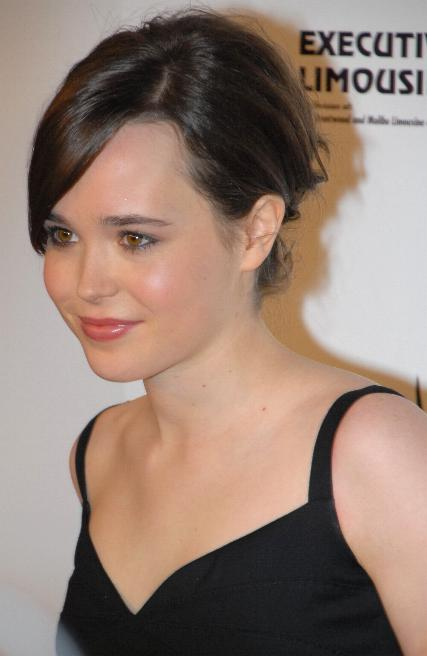
Elliot Page jako Jodie Holmes

Jodie se vydává zpět k místům kde vyrůstala, a kontaktuje Cola Freemana (Kadeem Hardison), svého přítele a vědce z DPA, aby pro ni zjistil jméno a adresu její skutečné matky. Cole se nad Jodie slituje a nejen že jí její jméno zjistí, ale doprovází ji až do psychiatrické léčebny, kde se její matka nachází. Zde ji však zajmou příslušníci CIA, kteří o jejím posledním pohybu věděli. Dostává se do centra Central Intelligence Agency, kde ji opět čekají nesnadné úkoly. Dostává se do Číny, kde má za úkol zničit další portál do Světa Mrtvých. Poté, co se dostanou do spárů nelítostných čínských vojáků, se jim přece jen za pomoci Aidna podaří portál zničit a včas se dostat pryč ze základny, která se ukrývá hluboko pod vodou.
Po návratu do USA se dozvídá o plánu Nathana, který sestrojil vlastní přístroj na získávání kontaktu s mrtvými. Stále se totiž ještě nesmířil se ztrátou své manželky a dcery, které chce za každou cenu dostat zpět. Jeho plán je však natolik ukvapený a neobjektivní, že se kromě jeho rodiny dostávají zpět na svět i další mrtví a Jodie spolu s Ryanem a Colem musí zničit poslední portál skrývající se pod budovou CIA. Než se dostanou k ovládacímu panelu, Cole je vážně zraněn a Jodie s Ryanem musí pokračovat sami. Cestou ještě potkávají Nathana, který se následně zastřelí a šťastně odchází s rodinou do Světa Mrtvých.
Zde nastává první důležité rozhodování pro hráče. Může si vybrat, kam se s Jodie vydat. První možnost je odejít do Světa Mrtvých a setkat se nejen se zesnulými přáteli, ale dokonce i s Aidnem, o kterém Jodie zjišťuje, že je její bratr. Při tomto výběru je následující filmový záběr konečný. Druhou možností je vrátit se zpět odkud přišla a zůstat naživu. Při této možnosti Jodie odchází z dohledu CIA a na několik dní se usazuje v horské chatě. Následuje finální výběr - zda chce Jodie zůstat sama nebo žít s někým jiným. Na výběr máte celkem čtyři možnosti: sama, s Ryanem, Zoey nebo Jayem (jeden z Navajů).

## Vývoj a prodej hry
Quantic Dream poprvé ohlásil hru při herním veletrhu Electronic Entertainment Expo 2012. Představitel Jodie - Elliot Page zmínil, že scénář je více než 2000 stránek dlouhý. Vývojáři zde hru označili jako psychologický thriller. Herní soundtrack měl na starost Normand Corbeil, ten však začátkem roku 2013 zemřel. Jeho dílo pak dokončil Lorne Balfe (autor soundtracku ke hře Assassin's Creed III) ve spolupráci s Hansem Zimmerem (autor mnoha filmových soundtracků). 27. dubna 2013 byl při filmovém festivalu v Tribece přehrán záznam prvních 35 minut hry, kde se demonstrovala možnost měnění děje hráčem.
5. září 2013 bylo vydáno demo hry a 8. října byla vydána prodejní verze pro americký trh.